# Borne Tranchot
La borne Tranchot  ou pyramide Tranchot est une pierre sculptée située dans les Hautes Fagnes dans la commune de Waimes, à l'est de la province de Liège en Belgique. Ce monument historique est classé depuis 1991.

## Situation
Cette pierre de taille se situe au Signal de Botrange, le point culminant de la Belgique. Elle se dresse quelques mètres à l'arrière de la butte Baltia (vers le sud-ouest), à l'orée de la forêt. Ce point géodésique marque le point culminant (altitude : 694 m) de la région des Hautes Fagnes et est le deuxième site classé à l'altitude la plus élevée de Belgique avec la borne T.P. et après la butte Baltia.

## Historique
La borne a été dressée en 1801 par le géographe français Jean-Joseph Tranchot (1752-1815), promu par le consulat français sous Napoléon Bonaparte au grade de colonel, chef du "Bureau topographique de la carte des quatre Départements réunis de la rive gauche du Rhin", qui, comme des départements similaires, a été fondé spécifiquement pour la cartographie des potentiels théâtres de guerre. La borne marque un point géodésique choisi par le géographe pour l’établissement de sa carte en 1801. La Butte Baltia, l'autre site classé voisin de la borne Tranchot, ne sera érigé que 122 années plus tard (en 1923).

## Description
La borne, d'une base carrée d'environ 30 à 35 centimètres et d'une hauteur d'environ 1 mètre est surmontée d'un pyramidion. Elle est taillée dans la pierre calcaire et porte, sur la face du côté est, l’inscription « BOTRANCHE A TRANCHOT » au-dessus de laquelle sont gravés un triangle surmontant trois cercles imbriqués les uns dans les autres,.